# Vääna-Jõesuu
Vääna-Jõesuu is een plaats in de Estlandse gemeente Harku, provincie Harjumaa. De plaats heeft de status van dorp (Estisch: küla).
In Vääna-Jõesuu komt de rivier Vääna in de Finse Golf uit.

## Bevolking
Het dorp had 919 inwoners op 31 december 2011 en 1200 inwoners op 31 december 2021.